# Chavigny (Meurthe-et-Moselle)
Chavigny é uma comuna francesa na região administrativa de Grande Leste, no departamento de Meurthe-et-Moselle. Estende-se por uma área de 6,69 km². Em 2010 a comuna tinha 1 801 habitantes (densidade: 269,2 hab./km²).